# Андон Божков (Дупница)
 Тази статия е за дупнишкия деец на ВМОРО.  За поройския войвода вижте Андон Божков (Велес).  
Андон Христов Божков е български търговец и революционер, деец на Вътрешната македоно-одринска революционна организация и Върховния македоно-одрински комитет.

## Биография
Андон Божков е роден в Горна Джумая, тогава в Османската империя. По професия е търговец. През 1894 година участва на митинга на „Македонците в град Дубница със своите сънародници от града и околията“ в Дупница, а на следващата година е сред учредителите на Македонско дружество „Единство“ в града. Дълги години е в настоятелството на дружеството до закриването му през 1903 година.